# Patinação de velocidade em pista curta nos Jogos Olímpicos de Inverno de 2022 - Revezamento 5000 m masculino
A prova de revezamento 5000 m masculino da patinação de velocidade em pista curta nos Jogos Olímpicos de Inverno de 2022 foi disputada no Ginásio Indoor da Capital, localizado em Pequim, entre os dias 11 e 16 de fevereiro.

## Medalhistas
|  | CAN Canadá                                                                  |  | KOR Coreia do Sul                                                     |  | ITA Itália                                                    |
|  | Charles Hamelin Steven Dubois Pascal Dion Jordan Pierre-Gilles Maxime Laoun |  | Lee June-seo Kim Dong-wook Hwang Dae-heon Kwak Yoon-gy Park Jang-hyuk |  | Pietro Sighel Yuri Confortola Tommaso Dotti Andrea Cassinelli |

## Recordes
Antes desta competição, os recordes mundiais e olímpicos da prova eram os seguintes:
| Tipo | Atleta                                                                   | Tempo        | Local     | Data                    |
| ---- | ------------------------------------------------------------------------ | ------------ | --------- | ----------------------- |
|      | Hungria · Csaba Burján · Cole Krueger · Shaoang Liu · Shaolin Sándor Liu | 6:28.625 min | Calgary   | 4 de novembro de 2018   |
|      | Hungria · Shaoang Liu · Shaolin Sándor Liu · Viktor Knoch · Csaba Burján | 6:31.971 min | Gangneung | 22 de fevereiro de 2018 |

## Resultados

### Semifinais
As duas primeiras equipes de cada bateria avançam para a final A, enquanto que as esquipes restantes disputam a final B.
| Pos. | Bateria | País              | Atletas                                                            | Tempo    | Notas |
| ---- | ------- | ----------------- | ------------------------------------------------------------------ | -------- | ----- |
| 1    | 1       | CAN Canadá        | Charles Hamelin Maxime Laoun Steven Dubois Pascal Dion             | 6:38.752 | QA    |
| 2    | 1       | ITA Itália        | Pietro Sighel Yuri Confortola Tommaso Dotti Andrea Cassinelli      | 6:38.899 | QA    |
| 3    | 1       | JPN Japão         | Kazuki Yoshinaga Shogo Miyata Kota Kikuchi Katsunori Koike         | 6:40.446 | QB    |
| 4    | 1       | CHN China         | Wu Dajing Ren Ziwei Sun Long Li Wenlong                            | 6:51.040 | ADVA  |
| 1    | 2       | KOR Coreia do Sul | Lee June-seo Kim Dong-wook Hwang Dae-heon Kwak Yoon-gy             | 6:37.879 | QA    |
| 2    | 2       | ROC               | Semen Elistratov Konstantin Ivliev Pavel Sitnikov Denis Ayrapetyan | 6:37.925 | QA    |
| 3    | 2       | NED Países Baixos | Itzhak de Laat Sjinkie Knegt Sven Roes Jens van 't Wout            | 6:37.927 | QB    |
| 4    | 2       | HUN Hungria       | Shaoang Liu Shaolin Sándor Liu John-Henry Krueger Bence Nógrádi    | 6:45.172 | QB    |

### Finais

#### Final B
| Pos. | País              | Atletas                                                         | Tempo    | Notas |
| ---- | ----------------- | --------------------------------------------------------------- | -------- | ----- |
| 6    | HUN Hungria       | Shaoang Liu Shaolin Sándor Liu John-Henry Krueger Bence Nógrádi | 6:39.713 |       |
| 7    | NED Países Baixos | Itzhak de Laat Sjinkie Knegt Sven Roes Jens van 't Wout         | 6:39.780 |       |
| 8    | JPN Japão         | Kazuki Yoshinaga Shogo Miyata Kota Kikuchi Katsunori Koike      | 6:40.545 |       |

#### Final A
| Pos. | País              | Atletas                                                            | Tempo    | Notas |
| ---- | ----------------- | ------------------------------------------------------------------ | -------- | ----- |
| 01 ! | CAN Canadá        | Charles Hamelin Steven Dubois Jordan Pierre-Gilles Pascal Dion     | 6:41.257 |       |
| 02 ! | KOR Coreia do Sul | Lee June-seo Hwang Dae-heon Kwak Yoon-gy Park Jang-hyuk            | 6:41.679 |       |
| 03 ! | ITA Itália        | Pietro Sighel Yuri Confortola Tommaso Dotti Andrea Cassinelli      | 6:43.431 |       |
| 4    | ROC               | Semen Elistratov Konstantin Ivliev Pavel Sitnikov Denis Ayrapetyan | 6:43.440 |       |
| 5    | CHN China         | Wu Dajing Ren Ziwei Sun Long Li Wenlong                            | 6:51.654 |       |

Legenda
| Recorde mundial      | Recorde mundial (World record)               |                       | Recorde africano                      | Recorde africano (African) |                                           | Q | Classificado por posição (Qualified) |
| Recorde olímpico     | Recorde olímpico (Olympic record)            | Recorde da América    | Recorde da América (Americas)         | q                          | Classificado por melhor tempo (Qualified) |   |                                      |
| Melhor marca do ano  | Melhor marca do ano (World leading)          | Recorde asiático      | Recorde asiático (Asian)              | DNS                        | Não largou (Did not start)                |   |                                      |
| Recorde nacional     | Recorde nacional (National record)           | Recorde europeu       | Recorde europeu (European)            | DNF                        | Não terminou (Did not finish)             |   |                                      |
| Recorde pessoal      | Recorde pessoal do atleta (Personal best)    | Recorde da Oceania    | Recorde da Oceania (Oceania)          | DSQ / DQ                   | Desclassificado (Disqualified)            |   |                                      |
| Recorde da temporada | Recorde da temporada do atleta (Season best) | Recorde sul-americano | Recorde sul-americano (South America) | NM                         | Sem marca (No mark)                       |   |                                      |

### Patinação de velocidade
| Recorde de pista | Recorde da pista (Track record)               |  |  |
| QA               | Classificado para a final A                   |  |  |
| QB               | Classificado para a final B                   |  |  |
| ADV              | Classificado após decisão arbitral (Advanced) |  |  |
| PEN              | Pênalti                                       |  |  |
| YC               | Cartão amarelo (Yellow Card)                  |  |  |